# Ulrike Ballweg

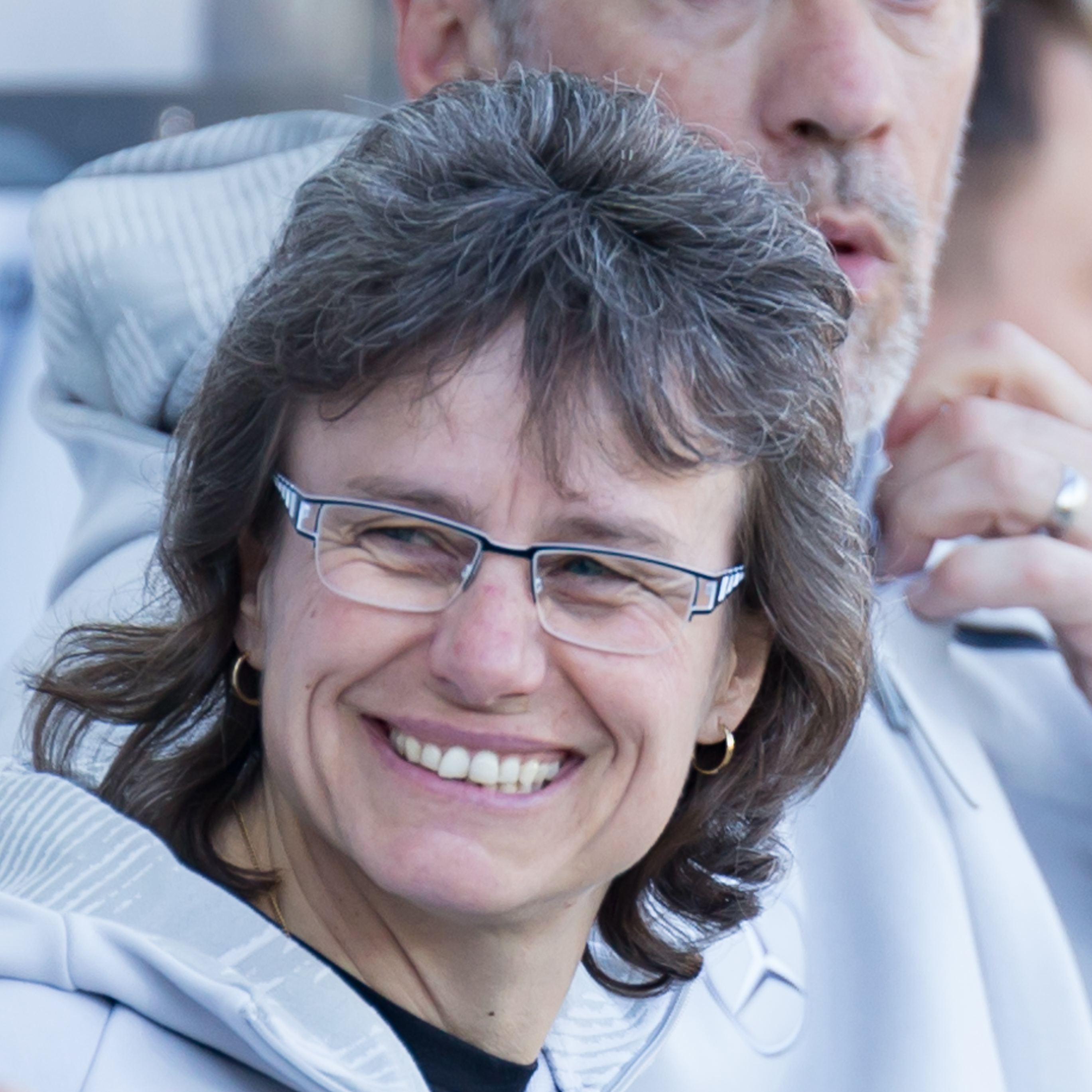
Ulrike Ballweg 2018

Ulrike Ballweg (* 17. September 1965 in Hainstadt, heute Stadtteil von Buchen) ist eine deutsche Fußballtrainerin und ehemalige Fußballspielerin. Sie war zwischen 2005 und 2016 Co-Trainerin der deutschen Nationalmannschaft der Frauen. Am 1. Januar 2008 wurde sie zusätzlich Cheftrainerin der U-23-Nationalmannschaft und später auch der U-16-Juniorinnen.

## Werdegang
Ulrike Ballweg war zwischen 1989 und 1997 als Spielertrainerin für den SC Klinge Seckach in den Bundesliga aktiv. Ihr größter Erfolg als Spielerin war das Erreichen des DFB-Pokalfinals 1996. Zwischen 1990 und 1998 war sie Trainerin der Auswahl des badischen Fußballverbands. Nach ihrer aktiven Laufbahn ging sie nach Hamburg und wurde dort Verbandstrainerin.
2002 holte sie ihre ehemalige Mannschaftskameradin Silvia Neid in den Trainerstab der U-19-Nationalmannschaft, die 2004 erst Vizeeuropameister und dann Weltmeister wurde. Ein Jahr später wurde Silvia Neid Bundestrainerin der A-Nationalmannschaft und Ballweg wurde ihre Assistentin. Mit der A-Nationalmannschaft wurde sie 2007 Weltmeister und zweimal Europameister. 2016 hat sie die Leitung der Talent- und Eliteförderung des DFBs übernommen. Nachdem Steffi Jones als Nationaltrainerin entlassen wurde, assistierte Ballweg dem Interimstrainer Horst Hrubesch, bevor sie mit der U-17 einen letzten Lehrgang absolvierte und es mit dem Team Mitte November zur WM nach Uruguay ging.

## Erfolge als Trainerin
- U-19-Vizeeuropameisterin 2004
- U-19-Weltmeisterin 2004
- Weltmeisterin 2007
- Bronze-Medaille bei den Olympischen Spielen 2008
- Europameisterin 2009 und 2013
- Gold-Medaille bei den Olympischen Spielen 2016